# Бобслей на зимових Олімпійських іграх 1988
Змагання з бобслею на зимових Олімпійських іграх 1988 тривали з 20 до 28 лютого на трасі Бобслейно-санно-скелетонній трасі в Канадському олімпійському парку в Калгарі. Розіграно 2 комплекти нагород.
У змаганнях взяли участь спортсмени країн, де майже, а то й зовсім, немає снігу. Серед них Ямайка (про це знято фільм Круті віражі 1993 року), Мексика і Нова Зеландія. Посівши 20-те місце новозеландці Александер Петерсон і Пітер Генрі виграли неофіційний «Кубок карибських країн».

## Чемпіони та призери

### Таблиця медалей
| Місце              | Країна             | Золото | Срібло | Бронза | Загалом |
| ------------------ | ------------------ | ------ | ------ | ------ | ------- |
| 1                  | СРСР               | 1      | 0      | 1      | 2       |
| 2                  | Швейцарія          | 1      | 0      | 0      | 1       |
| 3                  | НДР                | 0      | 2      | 1      | 3       |
| Загалом (3 збірні) | Загалом (3 збірні) | 2      | 2      | 2      | 6       |

### Види програми
| Дисципліна          | Золото                                                                  | Золото  | Срібло                                                                 | Срібло  | Бронза                                                          | Бронза  |
| ------------------- | ----------------------------------------------------------------------- | ------- | ---------------------------------------------------------------------- | ------- | --------------------------------------------------------------- | ------- |
| Двійки (чоловіки)   | СРСР (URS-1) Яніс Кіпурс Володимир Козлов                               | 3:53.48 | НДР (GDR-1) Вольфґанґ Гоппе Богдан Мусьол                              | 3:54.19 | НДР (GDR-2) Бернгард Леман Маріо Гоєр                           | 3:54.64 |
| Четвірки (чоловіки) | Швейцарія (SUI-1) Еккегард Фасер Курт Маєр Марсель Феслер Вернер Штокер | 3:47.51 | НДР (GDR-1) Вольфґанґ Гоппе Дітмар Шауергаммер Богдан Мусьол Інґо Фоґе | 3:47.58 | СРСР (URS-2) Яніс Кіпурс Гунтіс Осіс Юріс Тоне Володимир Козлов | 3:48.26 |

## Країни-учасниці
У змаганнях з бобслею на Олімпійських іграх у Калгарі взяли участь спортсмени 23-х країн. Нідерландські Антильські Острови, Австралія, Болгарія, Американські Віргінські Острови, Ямайка, Мексика, Монако, Нова Зеландія і Португалія дебютували в цьому виді програми.
- Нідерландські Антильські острови (2)
- Австралія (5)
- Австрія (8)
- Болгарія (5)
- Канада (9)
- Західна Німеччина (8)
- Велика Британія (8)
- НДР (10)
- Віргінські Острови (4)
- Італія (9)
- Ямайка (4)
- Японія (4)
- Мексика (4)
- Монако (2)
- Нова Зеландія (2)
- Португалія (5)
- Румунія (5)
- Швейцарія (10)
- Швеція (2)
- Китайський Тайбей (5)
- СРСР (10)
- США (9)
- Югославія (2)

### Ірландія
Ірландія теж збиралася дебютувати в цьому виді програми. Однак, за десять днів перед Церемонією відкриття Олімпійська рада Ірландії без жодних пояснень скасувала участь своєї команди. Спроба оскаржити цю постанову в суді зазнала невдачі. Про це знято документальний фільм 2020 року Ламаючи Лід.